# Suicidio e Internet
El suicidio e Internet tienen relaciones cada vez más importantes a medida que el uso de Internet se vuelve más omnipresente.
Se han producido varios suicidios en Internet, y los problemas relacionados con las redes sociales y el suicidio han llamado la atención. Una encuesta encontró que las personas con riesgo de suicidio que se conectaron en línea con fines relacionados con el suicidio, en comparación con los usuarios en línea que no lo hicieron, informaron mayores síntomas de riesgo de suicidio, tenían menos probabilidades de buscar ayuda y percibieron menos apoyo social. En ocasiones, los obstáculos jurisdiccionales han impedido que los gobiernos restrinjan efectivamente los sitios a favor del suicidio y los sitios que describen métodos de suicidio. En 2008, la policía del Reino Unido expresó su preocupación de que los «cultos de Internet» y el deseo de alcanzar prestigio a través de memoriales en línea puedan alentar los suicidios.
Aunque existe la preocupación de que Internet pueda ser una plataforma peligrosa, donde las personas suicidas pueden encontrar métodos de suicidio o estímulo para suicidarse, la investigación ha demostrado que es más probable que Internet tenga una influencia positiva que negativa.